# Ivo Yves Vieira
Ivo Yves Vieira é um engenheiro, investigador e empresário português, fundador da LusoSpace, LusoVU e LusoMusic.

## Biografia
Filho de imigrantes portugueses em França, Ivo Yves Vieira, nasceu em 1971 em Paris. De volta a Portugal, Ivo estudou Engenharia Física (1994). Completou depois uma pós-graduação em Tecnologia Aeroespacial (1995), um Doutoramento em Engenharia Física (2006) e um Mestrado em Administração de Empresas (MBA), The LisbonMBA (2010).
Ivo Yves Vieira é um membro ativo da comunidade académica em temas como a realidade aumentada e tecnologia relacionada com o espaço, participando em palestras e eventos académicos e tutoria em cursos de mestrado. É também orador em conferências e eventos sobre empreendedorismo e tecnologia, como o Fórum E3 do MIT Portugal ou o Fórum Espacial Português.

## Empresas
A LusoSpace fornece soluções de engenharia para a indústria espacial, bem como para outras indústrias que exijam sistemas críticos e complexos.
As tecnologias da LusoSpace são referidas em programas académicos e palestras especializadas em algumas das mais destacadas universidades técnicas e empresariais de Portugal, como a Universidade Nova de Lisboa, o Instituto Superior Técnico (IST), a Faculdade de Ciências da Universidade de Lisboa e, também, em publicações e eventos internacionais, como a Sexta Conferência Internacional sobre Ótica Espacial.
Os principais clientes da LusoSpace são a Agência Espacial Europeia, a Astrium (agora Airbus DS) Stevenage, a Astrium Toulouse, a Thales Alenia Space França-Cannes, a Thales Alenia Itália - Roma, a Jena Optronik, a RUAG e a SENER.
Atualmente colaboram no projeto Laser Interferometer Space Antenna (LISA) da Agência Espacial Europeia que tem o objetivo de estudar as ondas gravitacionais previstas por Albert Einstein na teoria da relatividade.
A LusoVU é um spin-off da LusoSpace dedicado a soluções de Realidade Aumentada. A LusoVU desenvolveu um dispositivo de comunicação para pessoas com limitações extremas de mobilidade e comunicação, como por exemplo com a doença ELA, intitulado Eyespeak. Está agora a desenvolver uma tecnologia de Realidade Aumentada chamada Lisplay, para utilização no dia-a-dia em óculos de realidade aumentada.

A LusoMusic foi criada para democratizar o acesso ao ensino da música, tornando-o mais original e divertido, com melhores resultados. Vieira desenvolveu este conceito no seu plano de negócios do MBA, que foi considerado o melhor do curso. O modelo combina uma escola de música e uma aplicação de treino. 